# Saíra-ouro
O saíra-ouro (Tangara schrankii) é uma espécie de ave da família Thraupidae, os sanhaços. É uma das 27 espécies do gênero Tangara.
Encontra-se na Bacia amazonica ocidental e central no leste da Venezuela, Colômbia, Equador, Peru, Bolívia central e noroeste do Brasil. Os seus habitats naturais são florestas subtropicais ou tropicais húmidas de baixa altitude e pântanos subtropicais ou tropicais.

## Distribuição
O alcance do tanager verde e dourado é quase todo o oeste da Bacia Amazônica até o sopé das montanhas mais altas dos Andes orientais. O intervalo contíguo tem três extensões; uma extensão ao sul do sul do Peru até o centro da Bolívia; é cerca de 2000 km de comprimento e 400 km de largura, e na Bolívia cobre o curso superior dos rios afluentes ao nordeste que corre o rio Madeira. Um 1300 A extensão da faixa de km vai para o norte até a região de fronteira de maior altitude do sudeste da Venezuela, do Rio Negro da Amazônia, além do curso superior do rio Orinoco do Caribe, no Caribe. A terceira extensão leste vai na Bacia Central e termina apenas no curso médio do rio Tapajós que corre ao norte, um trecho de 800 km dos 3000 rio km de comprimento.